# Solin Piearcy
Solin Nicole Piearcy (ur. 1998) – amerykańska zapaśniczka walcząca w stylu wolnym. Czwarta w Pucharze Świata w 2022 roku. 
Zawodniczka Cupertino High School i Menlo College w Atherton.